# Euploea pulchella
Euploea pulchella är en fjärilsart som beskrevs av Carpenter 1942. Euploea pulchella ingår i släktet Euploea och familjen praktfjärilar. Inga underarter finns listade i Catalogue of Life.